# 韓德爾作品目錄
韓德爾作品目錄（德語：Händel-Werke-Verzeichnis，簡記為HWV）是德國哈雷-维滕贝格大学的音樂教授巴塞特（Bernd Baselt，1934-1993）於1978年至1986年期間，為韓德爾的音樂作品所編成的目錄集，共分為三冊。
與巴哈的BWV相類似，HWV是以音樂作品的類型來分類，而並非以年份進行编號（例如莫扎特的KV）。HWV編號由1至612，另外以“A”字代表他的改編作品。HWV包含大量資料性的內容，包括有樂句索引、手稿及初版發行資料、相片以及一些偽作資料。然而HWV卻並不包括樂譜部份。
要注意的是作品編號雖然排到612，並不代表612就是韓德爾一生的創作數量。當中HWV有預留空檔位，同時亦有一些未編號、偽作、一號多作品等情況出現
| HWV 編號                             | 類別                   |
| ------------------------------------ | ---------------------- |
| 1–42                                 | 歌劇                   |
| 43–45, 218                           | 劇樂                   |
| 46–48, 50–71                         | 神劇                   |
| 49, 72–76                            | 頌歌及歌舞劇           |
| 77–177                               | 清唱劇                 |
| 178–199                              | 二重奏                 |
| 200, 201                             | 三重奏                 |
| 202–210, 269–277, 284–286            | 聖詩                   |
| 211–217, 219–227                     | 詠嘆調                 |
| 226, 228                             | 英國歌曲               |
| 229                                  | 德國教會清唱劇         |
| 230, 233, 234                        | 意大利教會清唱劇       |
| 231, 232, 235–245, 269–274, 276, 277 | 羅馬教會音樂           |
| 246–268                              | 短詩                   |
| 278–283                              | 雅歌                   |
| 287–311, 343                         | 協奏曲                 |
| 312–335                              | 大協奏曲               |
| 336–345, 347–356, 413                | 管絃樂作品             |
| 357–379, 406–409, 412, 419–421       | 獨奏奏鳴曲             |
| 380–405                              | 三重奏鳴曲             |
| 346, 410, 411, 414–418, 422–424      | 管樂作品               |
| 425–612                              | 鍵盤作品               |
| A1, A3, A4, A6–A9, A10, A12          | 由其他作曲家改編的作品 |

除了巴塞特外，還有其他學者亦曾出版過相關的資料，當中包括有曼瓦林（John Mainwaring，1760年，倫敦)、密迪遜（Johann Mattheson，1761年，漢堡）、
般尼（Charles Burney，1785年，倫敦）、艾信伯格（Johann Joachim Eschenburg，1785年，柏林／茲傑辛）、羅克斯托（W. S. Rockstro，1883年，倫敦）、史密斯（William Charles Smith，1956年，倫敦）等。

## 外部連結
- 各首在HWV編列下的作品資料（英文）
- 另一個全集目錄，並列出 A 編號、沒被編號及偽作資料（英文）